# 서희순
서희순(徐熹淳, 1793 ~ 1857)은 조선 후기의 문신이다. 본관은 대구이다.

## 생애
1816년(순조 16) 정시문과에 병과로 급제하였다. 응교, 성균관대사성, 이조참의, 검교대교, 홍문관부제학, 이조참판, 규장각직제학, 경상도관찰사, 사헌부대사헌, 우승지, 형조판서, 한성부판윤, 사헌부대사헌, 예조판서, 병조판서, 도감제조, 의정부좌참찬, 지돈녕부사, 병조판서, 한성부판윤, 예조판서, 이조판서, 총위대장, 판돈녕부사, 지중추부사 등을 지냈다.